# Dreitagejude
Dreitagejude bzw. Drei-Tage-Jude ist ein umgangssprachlicher Begriff, der vor allem im deutschsprachigen Judentum verbreitet ist. Damit wird eine nur locker der jüdischen Religion verbundene oder ihr gleichgültig gegenüberstehende jüdische Person bezeichnet, die vornehmlich oder wenn überhaupt ausschließlich an den zwei Tagen des Neujahrsfestes und am Versöhnungstag den Gottesdienst in einer Synagoge besucht.

## Geschichtliches
Im 19. und beginnenden 20. Jahrhundert unterschied sich das jüdische Leben in Kleinstädten und Dörfern erheblich von demjenigen in den Großstädten. Die schrumpfenden Kleinstadtgemeinden lebten unter ärmlichen Bedingungen und gehörten meist einer Landjudenschaft an. Sie befolgten noch weitgehend den Rhythmus des jüdischen Kalenders sowie traditionelle Sitten und Gebräuche. In den Metropolen zeigte nur noch eine kleine Minderheit Interesse am religiösen Leben, blieb aber formell Mitglied ihrer Gemeinde. Dies waren die sogenannten Dreitagejuden.

## Beispiele
Schalom Ben-Chorin erwähnt im ersten Teil seiner Autobiographie unter dem Titel Jugend an der Isar die „Paradoxie der assimilierten deutschen Juden, die man spöttisch als Dreitagejuden bezeichnete“. Franz Kafka wirft seinem Vater Hermann Kafka im nicht abgeschickten Brief an den Vater ein Nichts an Judentum vor und fährt fort: „Du gingst an vier Tagen im Jahr in den Tempel, warst dort den Gleichgültigen zumindest näher als jenen, die es ernst nahmen, erledigtest geduldig die Gebete als Formalität,...“